# Sárgaborsó

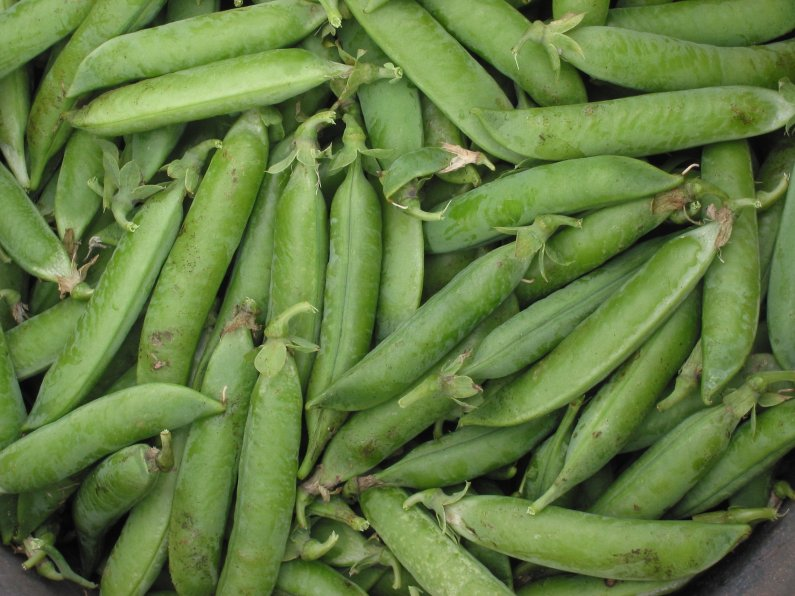
Zöldborsó

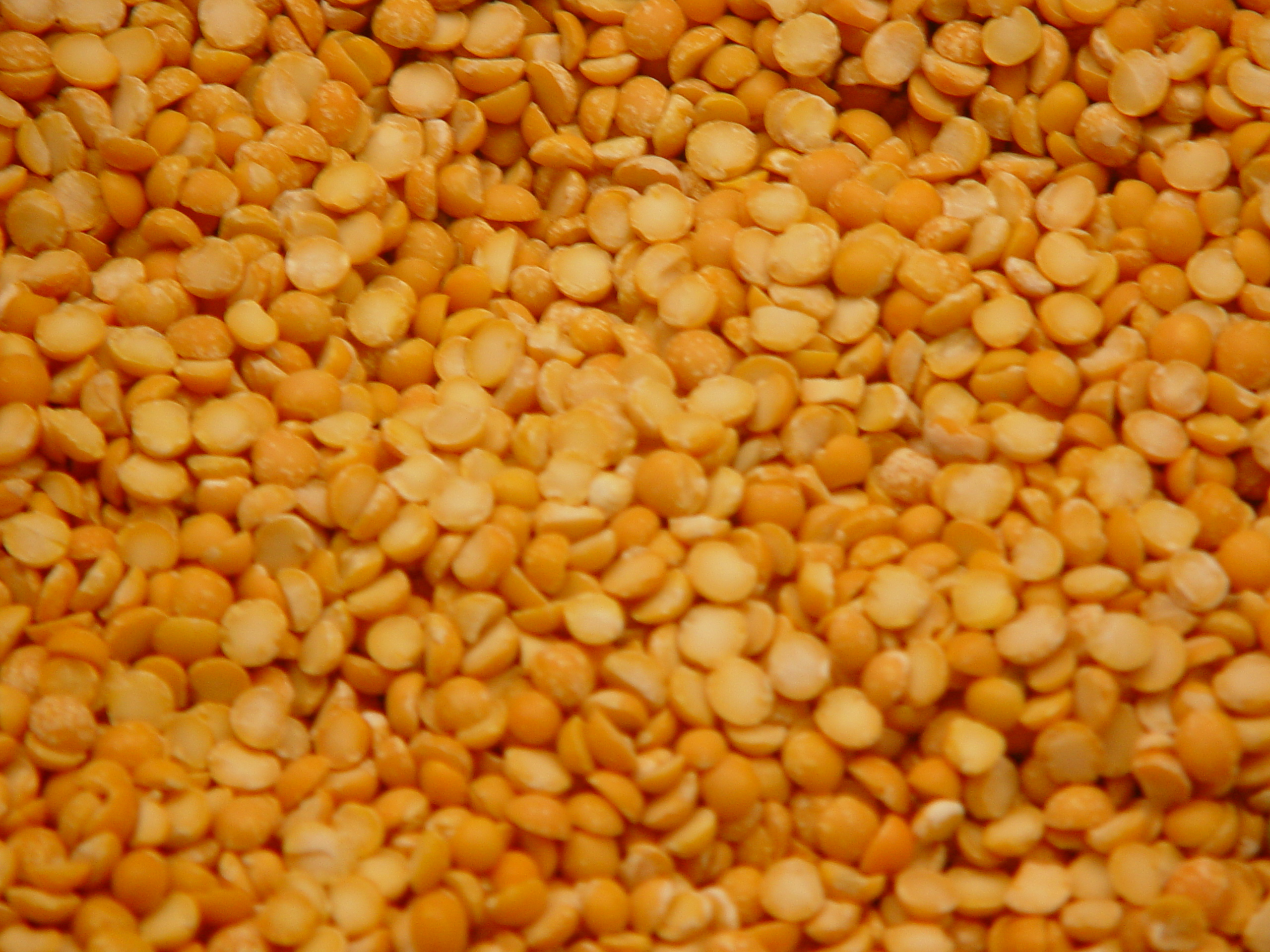
Sárgaborsó

A sárgaborsó a zöldborsó (Pisum sativum) hántolt, szárított és felezett magjából készülő növényi ételkészítmény.
A hámozás vagy tisztítás kiterjed a növény hüvelyére, tehát a borsószemeket megszabadítják a növény hüvelyborításától és ezután a külső halvány héjazatuktól is, a hasítási folyamat során. Sárga és zöld színekben is létezik. A borsó betakarításkor gömbölyű, de a szárítás és a tisztítás során két lencse formájú részre esik szét természetes módon, ez tulajdonképpen a két sziklevél (cotyledon).
A hántolt borsó Magyar Élelmiszerkönyv szerinti meghatározása: a hántolt borsó az étkezési célra termesztett, megfelelően előkészített sárga- és zöldborsóból hántolással és azt követő osztályozással előállított félgömb alakú, sima felületű, egyenletesen fényezett termék.
Készítése: a szakszerűen tárolt borsót hántolás előtt tisztítják, osztályozzák. A hántolást megelőzően héjszívósító kondicionálást alkalmaznak. A héj, a tört szem és a csiszolási hulladék elválasztását követően gőz hozzáadásával alakítják ki a borsó egyenletes, fényes felületét.
A készterméket nagyság szerint osztályozzák.
A sárgaborsó sok proteint és kevés zsírt tartalmaz, a belőle nyert fehérje segíthet csökkenteni a vérnyomást és megelőzni a krónikus vesebetegséget.
A magyar konyha felhasználja leves, főzelék, pástétom (krém), saláta készítéséhez, de ételek sűrítésére vagy diétás, vegetáriánus/vegán ételekhez is. Leggyakrabban sárgaborsó főzeléket készítenek belőle, amelyet tejfölös habarással sűrítenek be; előnye, hogy egészen kis gyerekeknek is adható. A natúr sárgaborsó főzelék mellett gyakori a gazdagabb, füstölt húsos verzió is.